# Giulio Cavina
Giulio Cavina (Casola Valsenio, 27 dicembre 1888 – Roma, 28 febbraio 1951) è stato un sindacalista e politico italiano.

## Biografia
Da giovane emigrò in diversi paesi d'Europa, lavorando come scalpellino. Rientrato in Italia, divenne Segretario della Federazione Italiana Edili aderente alla CGL (Confederazione Generale del Lavoro).
Segretario della Camera del Lavoro di Siena, nel 1919 si candidò al Parlamento nelle liste del PSI. Negli anni dell'impegno sindacale, conobbe la violenza dello squadrismo fascista. Il 4 marzo 1921 i fascisti assaltarono la Casa del Popolo di Siena. A dar man forte ai fascisti intervenne addirittura un reparto di fanteria con mitragliatrici e due cannoni da montagna, mentre gli stessi carabinieri partecipavano all'assalto per espugnare la costruzione dove si erano asserragliati numerosi lavoratori. Nel pomeriggio, verso le 17, gli occupanti si arresero alla forza pubblica, ma furono percossi e arrestati.
Giulio Cavina, particolarmente odiato per la sua attività sindacale, venne anche bastonato e fu scarcerato soltanto nel luglio successivo, grazie all'elezione alla Camera dei deputati. In seguito, per la sua attività sindacale e antifascista, venne condannato al confino all'isola d'Elba nel piccolo paese collinare di Poggio dove intraprese la lavorazione del granito. Nel 1945 nacque la figlia Pina.

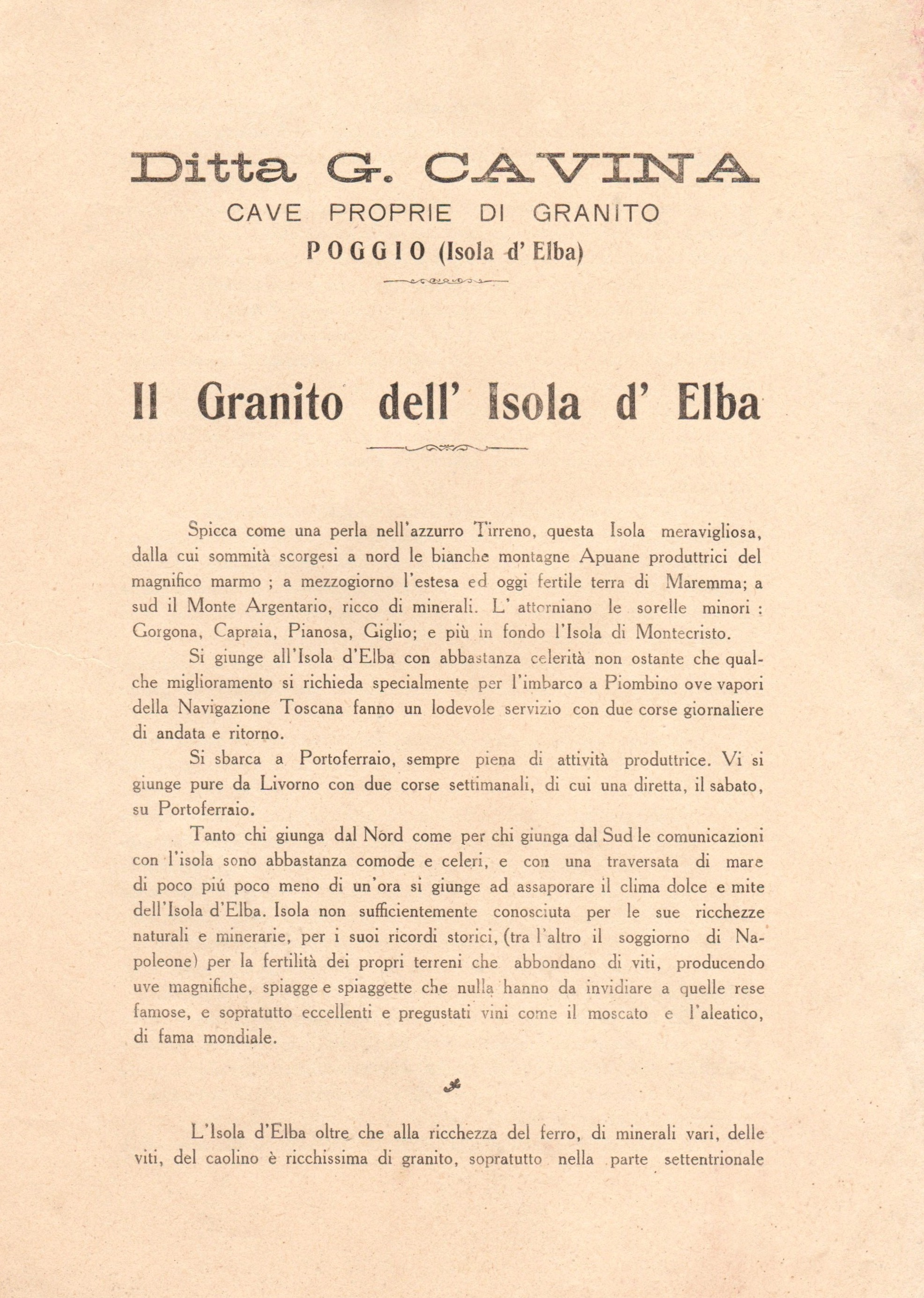
Opuscolo della Ditta Giulio Cavina (1928)